# Каннабинол
Каннабинол (CBN) — психоактивный каннабиноид, обнаруживаемый в малых количествах в Cannabis sativa и Cannabis indica. Является метаболитом тетрагидроканнабинола. Действует как слабый обратный агонист рецептора CB1 и более высоко-аффинный агонист рецептора CB2, однако он слабее, чем тетрагидроканнабинол.

## Получение
Каннабинол — продукт окисления тетрагидроканнабинола — основного действующего вещества конопли, его действие примерно в 10 раз слабее. ТГК в конопле со временем медленно превращается в CBN, поэтому в старой конопле содержание этого соединения выше.

## Физические свойства
Не растворяется в воде, растворяется в метаноле и этаноле.

## Легальный статус
Каннабинол не входит в список контролируемых психотропных веществ Конвенции о психотропных веществах ООН.